# 3D Rollercoaster Rush
3D Rollercoaster Rush — відеогра, розроблена компанією Sumea та опублікована компанією Digital Chocolate для iOS та Android. 3D Rollercoaster Rush є спадкоємцем Rollercoaster Rush.

## Ігровий процес
3D Rollercoaster Rush — це стратегічна гра, в якій гравці повинні орієнтуватися на різних трасах американських гірок. Гравці повинні намагатися дістатися до кінця треку.
У грі є три локації (Австралія, Франція та Сполучені штати Америки), і кожна локація має свої власні треки. З кожним розблокованим місцем дорога стає все складнішою і з’являються нові перешкоди (наприклад, петлі та стрибки).